# 이양첸시
이양첸시(중국어 간체자: 易烊千玺, 정체자: 易烊千璽, 병음: Yì Yáng Qiān Xǐ, 한자음: 이양천새, 영어: Jackson Yee 잭슨 이[*], 2000년 11월 28일 ~ )는 중화인민공화국의 가수, 배우이다, 댄서이고. TFBOYS에서는 댄스를 담당하고 있다. 후난 성 화이화 시에서 태어났다. 2005년, 방송에 첫 등장하고 여러 종류의 예능에 출연하기 시작하였다. 2006년 ‘飞炫소년”이라는 그룹으로 가입하고 2년 뒤에 떠그룹을 떠났다. 2013년 6월 TF패밀리에 가입해서 8월에 TFBOYS 멤버로서 데뷔하였다. 2019년 포브스 차이나 셀러브리티 차트 8위에 올랐다. 2020년 영화 《소년시절의 너》를 통해 제 39회 홍콩금상장영화제 남우주연상과 신인상의 후보가 되었고 2020년 5월 6일 홍콩금상장영화제 시상식에서 신인상을 받았다.

## 개인 생활
이양천새가 다방면에 재주가 많은데 서예, 마술, 가면을 바꾸는 것, 각종 악기, 힙합, 재즈댄스, 라틴댄스, 몽고춤 등 다양한 춤을 잘한다.
천새는 어렸을 때부터 베이징에 살며, 중학교는 베이징화공대 부속 중학교에 다녔다.호적이 후난성에 있어서 2015년 고향으로 돌아가 중등학교 학생모집 입학시험을 봤다. 9월 후난사대부중매계호중학교에 입학했다.
2018년 4월에는 이양천새가 94.8점으로 중앙연극대학의 2018년 예술고시 연극연기과 전국 1위를 차지했다.7월에는 문화, 전공 2개 과목 1위로 중앙연극대학 연극연기과 (학번 B001)에 합격했는데, 이 중 문화수업은 전국 1권 473점으로 예고선보다 132점을 높았다.

## 연예 경력

### 비현 소년 시기 (2009-2011)
2009년, 비현소년 그룹이 결성되었다. 8월8일 《成长在线》 (성장 온라인) 올림픽 특집 프로그램에서 《北京欢迎你》 (베이징은 당신을 환영합니다) 와《我相信》 (믿어) 로 연출했다.
2010년, 오리온 광고 "양좌편"을 촬영했다. 2월12일 산동 위성TV 《飞向2010 第四届全球华人网络春晚》 (2010으로 날아가 제4회 글로벌 차이나 네트워크로의 춘완)에서 비현소년들이 공연한 《青苹果乐园》 (청사과 낙원) 이 소유붕의 주목을 받았다. 8월12일 구이저우 위성TV 《挑战60秒》 (도전 60초) 에서는 산간지역 어린이들을 위한 8000위안의 드림 펀드를 성공시켰다.
2011년 1월 26일, 중국 중앙 텔레비전 방송국 《音乐快递》 (뮤직택배)에서 오프닝 댄스를 연출했다.비현소년은 중국 인민대학 수도 대학생 가수 콘서트, 국제관계학원 가수대회 결승전, 허난성 제11회 운동회 개막식, 《唐伯虎点秋香2》 (당백호 점추향2) 시사회의 공연 게스트, 천진 위성TV, 안후이 위성TV 등의 녹화에도 여러 차례 참여했다. 연말에 비현 소년 그룹을 탈퇴했다.

### 독립 발전 (2012-2013)
2012년 3월, 《向上吧！少年》 (위로하세요!소년) 베이징 경기 지역 선거는 참여했고 시대봉준회사의 주목을 받아 향후 TFBOYS에 합류하는 계기가 됐다. 8월에는 중국 인터넷 방송이 내놓은 인터넷 오디션 프로그램 《宝贝来了》 (보보가 온다) 에 출연해 불새, MAMA를 노래하고 힙합, 재즈댄스, 라틴댄스, 가면을 바꾸는 것 등 다양한 재주를 선보였다. 9월에는 베이징 창핑구 선봉학교 50주년 축제에 참가해  천극 가면을 바꾸는 것을 선보였다. 2013년 1월 첫 솔로곡 《梦想摩天轮》 (꿈의 마천루) 뮤직비디오를 촬영했다.

### TFBOYS 시기 (2013-지금까지)
2013년 8월 6일 TFBOYS 멤버로 데뷔해 인터넷으로 퍼지는 방식을 통해 인기를 끌었다.
2015년 10월 13일, 참여한 영화가 베이징에서 열린 '어린왕자' 시사회에 참석했다. 주제 생일 파티는 11월 28일 베이징에서 팬들을 위해 노래 스크랩부터 안무까지 혼자서 도맡아 하는 두 개의 창의적인 춤인 'IF YOU'와 'RHYTHM TA'를 선사하고 《路一直都在》 (길은 그대로)를 불렀다. 12월13일 이양천새는 후난성에 모교 사대부중 매계호중학교를 돌아갔고 제2회 캠퍼스 문화예술제 폐막식 《唯一》 (유일) 을 불렀다. 21일 드라마 《思美人》 (사미인) 오프닝에 참석해 직접 쓴 서예작품을 선보였다. 후난 위성TV 《天天向上》 (천천향상) 에서는 무용과 서예에 대한 재능을 선보였다. 그 서예 작품인 '挥斥方遒'은 덴마크 대사관에도 소장되어 있다.
2016년 1월 4일 《思美人》 (사미인) 출연진과 망고TV 예능 토크쇼 《偶像万万碎》 (아이돌 만만쇄)를 녹화했다. 10월24일 애니메이션 영화 《猪猪侠之英雄猪少年》 (돼지 장난꾸러기 돼지소년) 에 천새가 더빙을 합류했다. 11월4일 개인 첫 고정 예능 프로그램인 《放开我北鼻》 (나의 북코를 놓아줘) 에 합류한다고 밝혔다. 11월25일 왕리훙 오리지널 콜라보레이션 싱글 《你说》 (니가 말해) 가 공식 데뷔했다.
2017년 3월 11일 첫 개인 자격으로 《快乐大本营》 (쾌락대본영) 녹화했으며, 3월 12일 《放开我北鼻第二季》 (나의 북코를 놓아줘 시즌2) 처음으로 방송했으며, 3월 26일 《熟悉的味道》  (익숙한 맛)  을 방송했다. 4월 21일 《思美人》  (사미인)  엔딩곡 《离骚》 (이소)  를 부르며 소년 굴원에 출연하고, 28일 첫 방송됐다. 9월 1일, 이양천새는 오월천의 《成名在望》  (성명재망)  뮤직비디오 주인공으로 캐스팅되었다. 9월 17일, 개인 작업실을 만들었다. 10월25일 사극 《长安十二时辰》 (장안12시진)  의 주인공 이필과 민국을 소재로 한 드라마 《热血同行》  (열혈동행)   (전명 《艳势番之新青年》 '연세번신청년')의 남자 주인공 아이로 출연했다. 그래미상을 6도 수상한 미국 국보급 프로듀서 Harvey Mason Jr.과 팀이 제작하고, 천새가 직접 가사 창작에 참여 첫 번째 영어 싱글 'Nothing To Lose' 가 11월 23일 발표됐다.

### 배우 시기 (2018-지금까지)
2018년 2월 24일, 유쿠 힙합 선발류 리얼 버라이어티 《这！这就是街舞》 (이것이 바로 힙합이다)에서 스타 리더를 맡았다.중앙연극대학은 4월11일에 2018년 예술계 입시 합격자를 발표하면서 이양천새가 연극연기과에서 1위를 차지했다. 6월25일 이양천새 공작실이 수능 성적은 전국 1권 473점으로 연기과 수험생 중 전공과 문화 성적 다 1위를 차지했고 중앙연극대학 연극연기과에 합격하는 것은 발표했다. 7월에는 첫 주연작인 영화 ＜소년시절의 너＞에 출연하고 싱글 ＜단청천리＞를 발표했다.
2019년 포브스가 발표한 중국의 유명인 100인 순위는 8위였다. 10월 25일 주동우와 주연한 청춘영화 ＜소년시절의 너＞가 15억 흥행 돌파하며, 중국어 영화사 청춘영화 1위에 올랐다. 11월19일 제28회 중국금계백화영화제 개막식에서 '별과 바다-영화채널 청년배우 프로젝트'는 청년배우 32명 중 한 명으로 등장했다. 12월22일 상하이 동방체육센터에서 첫 솔로 콘서트 '玊尔'가 열렸다.
2020년 1월 24일, 다섯 번째 중국 중앙 텔레비전 방송국(CCTV) 춘절연합만회에 올라 처음에 개인 자격으로 ＜청춘의 시작＞을 공연했다. 2020년 증국상 감독에 의한 영화＜소년시절의 너＞로 홍콩 영화 금상상 남우주연상 후보를 하며 최우수 신인 배우상을 수상하고 최연소 남우주연상 후보를 됐고, 내지 남자배우 최초로 최우수 신인 배우상을 수상했다.

## 공익 활동
이양천새는 2016년 6월 14일에 중화녹화재단의 초청으로 '행복가원 및 인터넷 나무심기'라는 생태 빈곤 구제를 위한 공익 프로그램의 대사로 부임했다.。
2017년 3월 25일에 중국아동소년기금회의 공식적인 웨이보 (중국판 트위터) 에 따르면, 이양천새는 이 재단의 음악 유년기 공익 프로그램의 사랑의 대사로 정식으로 됐다.
2017년 5월 3일에 북유럽 여행국 공식적인 웨이보(중국판 트위터)에서 이양천새가 덴마크 관광 대표 모델을 맡는 것을 발표했다. 그는 최초의 국가 관광 이미지를 대표하는 00후소년 아이돌이었다.
공청단 중앙선전부는 2017년 5월 4일에 중국 중앙방송국 (CCTV) 의'5•4 청년절 만회' 라이브 스튜디오에서 이양천새등 10명 문예계 우수 청년 대표들 에게 '5•4 우수 청년' 칭호를 특별히 수여했다.
2017년 5월 22일에 이양천새가 세계보건기구(WHO) 초청에 응하여 관샤오퉁 (关晓彤) , 왕가 (王嘉) , 촬영사 진만 (陈漫) 과 ‘제연 주창자’로 담배를 피우지 않는 청년의 모범을 대표되고 글로벌 제연 시각예술 포스터 및 공익광고를 촬영하고, 미국 뉴욕 타임스퀘어 나스닥타워 스크린에 올라 적극적으로 제연 활동에 호응해서 여러분의 건강을 아끼는 목적을 달성하는 것을  바랐다.
2017년 9월 7일에 이양천새는 '첫 만리장성 수호자'로 텐센트 (Tencent) 공익이 시작한 '99 공익의 날, 사랑은 어디에나 있다'의 첫 행사인 '사랑을 위해 지키다—만리장성의 비밀 모임'에 참석했다.
2017년 9월 8일에 중국문화재보호기금회는 이양천새는 만리장성 보호대사가 공식적으로 임명해 '만리장성 수호자'라는 칭호와 '호한증서'를 수여한다고 밝혔다.중국문화재보호기금회의 사무총장 젠창법（詹长法） 이 '중국문화재보호기금회 만리장성 전문보호기금 홍보 대사'의 영예를 이양천새에게 수여했다.
2017년 10월 23일에 중국 청년대표로 WHO 사무총장인 테워드로스 아드하놈 거브러이여수스 박사님의 초청에 응하여 제네바 WHO 본부에서 특별면회를 했고 영어강연을 했다.
2017년 11월 18일에 WHO에 의해 ‘세계보건기구 중국건강특사’로 임명됐다.
2017년 11월 28일에 중국부빈재단에 설립한 '이양천새 사랑 기금'은 정식으로 시작하했고 첫째 150만위엔을 중국부빈재단의 부모가 돈을 벌러 나가고 홀로 농촌에 남아 있는 아동을 (留守儿童) 아끼고 돌본 프로그램인 '동반자 프로젝트 (童伴计划)'에 기부했다. 10개 마을 2000여 명의 농촌 아동을 도울 수 있을 예정이었다.
2018년 1월 8일에 '2017년도 10대 공익적 영향력 스타'상을 수상했다.
2018년 2월 11일에는 8000kg 고양이 밥을 길고양이에게 제야 음식으로 기부했다.
2018년 10월 21일에 중국국제수입박람회 (China International Import Expo, CIIE) 상하이 청년 홍보 대사로 초빙됐다.
2019년 11월 9일은 ‘파이어 블루’ 일주년이었다. (‘파이어 불루’는 소방관 모자의 색이다. 그것은 화염이 극히 높을 때 생기는 색이다. 파란색은 화염의 고온과 청정을 상징하며 소방관과 화염을 주고받는 일뿐만 아니라 인민들의 생명과 재산을 안전하게 지키겠다는 소방관의 열정과 결의를 상징한다.) 11•9소방일에 이양천새는 '중국 삼림 소방 공익 홍보대사'로 공식적으로 부임했다.

## 브랜드 모델
| 연도   | 브랜드                                 | 타이틀                         | 비고                      | 시작             | 유효한 | 참조          |
| ------ | -------------------------------------- | ------------------------------ | ------------------------- | ---------------- | ------ | ------------- |
| 2017년 | 아디다스 네오                          | 글로벌청년창의관 & 브랜드 모델 | 디리러바와 같이(지금까지) | 2017년 11월 27일 | 예     | [ 25 ] [ 26 ] |
| 2018년 | 키스파 (세제)                          | 브랜드 모델                    | 배우 황레이와 같이        | 2018년 3월 26일  | 아니   | [ 27 ]        |
| 2018년 | 티몰                                   | 모델                           | 지금까지                  | 2018년 4월 11일  | 예     | [ 28 ]        |
| 2018년 | 화웨이 노바                            | 글로벌 모델                    | 지금까지                  | 2018년 6월 24일  | 예     | [ 29 ]        |
| 2018년 | 비스트                                 | 브랜드 모델                    |                           | 2018년 7월 26일  | 아니   | [ 30 ]        |
| 2018년 | 비달 사순                              | 글로벌 모델                    |                           | 2018년 8월 3일   | 아니   | [ 31 ] [ 32 ] |
| 2018년 | 보테가 베네타                          | 아시아태평양지구모델           |                           | 2018년 8월 15일  | 아니   | [ 33 ]        |
| 2018년 | 바이두 앱                              | 슈퍼 신세대 모델               | 지금까지                  | 2018년 11월 28일 | 예     | [ 34 ]        |
| 2019년 | 지방시 뷰티                            | 중국지구 모델                  | 조기 해약                 | 2019년 10월 20일 | 아니   | [ 35 ]        |
| 2019년 | 백초미 보관됨 2020-02-27 - 웨이백 머신 | 브랜드 모델                    | 지금까지                  | 2019년 1월 19일  | 예     | [ 36 ]        |
| 2019년 | 요우이씨                               | 브랜드 모델                    | 지금까지                  | 2019년 1월 28일  | 예     | [ 37 ]        |
| 2019년 | 캉스푸 녹차                            | 브랜드 모델                    | 지금까지                  | 2019년 3월 13일  | 예     | [ 38 ]        |
| 2019년 | 유쿠 VIP                               | 브랜드 모델                    |                           | 2019년 4월 11일  | 아니   | [ 39 ]        |
| 2019년 | 에비앙                                 | 브랜드 글로벌 모델             |                           | 2019년 5월 16일  | 아니   | [ 40 ] [ 41 ] |
| 2019년 | 히말라야 라디오 앱                     | 브랜드 모델                    |                           | 2019년 6월 11일  | 아니   | [ 42 ]        |
| 2019년 | 리모와                                 | 중국 지구 브랜드 모델          |                           | 2019년 6월 25일  | 아니   | [ 43 ]        |
| 2019년 | 아디다스 오리지널스                    | 브랜드 모델                    | 지금까지                  | 2019년 8월 8일   | 예     | [ 44 ]        |
| 2019년 | 오랄비                                 | 브랜드 모델                    | 지금까지                  | 2019년 10월 23일 | 예     | [ 45 ]        |
| 2020년 | 조르지오 아르마니                      | 아르마니 뷰티 모델             | 지금까지                  | 2020년 1월 8일   | 예     | [ 46 ]        |
| 2020년 | 조르지오 아르마니                      | 아르마니 남성 스킨 케어 모델   | 지금까지                  | 2020년 3월 11일  | 예     | [ 47 ]        |
| 2020년 | 커 아이 뚜어 (아이스크림)              | 브랜드 모델                    | 지금까지                  | 2020년 3월 23일  | 예     | [ 48 ]        |
| 2020년 | BMW                                    | 신세대 모델                    | 지금까지                  | 2020년 4월 10일  | 예     | [ 49 ]        |
| 2020년 | 맥도날드                               | 브랜드 모델                    | 지금까지                  | 2020년 5월 5일   | 예     | [ 50 ]        |
| 2020년 | 티파니                                 | 브랜드 모델                    | 지금까지                  | 2020년 6월 3일   | 예     | [ 51 ] [ 52 ] |
| 2020년 | 불가리                                 | 글로벌 향수 모델               | 지금까지                  | 2020년 7월 2일   | 예     | [ 53 ]        |

## 음반 목록

### 싱글곡
| 연도 | 제목                                  | 앨범                           |
| ---- | ------------------------------------- | ------------------------------ |
| 2013 | Dream Skyscraper 夢想摩天樓           | 빈칸                           |
| 2016 | You Say 你说                          | 빈칸                           |
| 2017 | The Lament 离骚                       | 사미인 OST                     |
| 2017 | Embracing You (拥抱你)                | 빈칸                           |
| 2017 | Nothing to Lose                       | 빈칸                           |
| 2017 | Unpredictable                         | 빈칸                           |
| 2018 | 丹青千里                              | 빈칸                           |
| 2018 | Overrun 災                            | 빈칸                           |
| 2018 | 精彩才刚刚开始                        | 天猫 10 주년홍보곡             |
| 2018 | Colorful Human 亲爱的，这里没有一个人 | 빈칸                           |
| 2018 | Warm Blooded 恒温动物                 | 빈칸                           |
| 2019 | Free Falling 陷落美好                 | 빈칸                           |
| 2019 | Fall                                  | 빈칸                           |
| 2019 | I Adore You                           | 빈칸                           |
| 2019 | Better Us 念想                        | 소년 시절의 너 少年的你 홍보곡 |
| 2019 | Between Dreams 冷静和热情之间         | 빈칸                           |
| 2020 | Day And Night 不分昼夜                | 중국 여자배구 中國女排 홍보곡  |

### 콜라보레이션
| 연도 | 영어 제목             | 중국어 제목 | 앨범 | 메모들/참조                                             |
| ---- | --------------------- | ----------- | ---- | ------------------------------------------------------- |
| 2019 | Starry Sea            | 星辰大海    | -    | 중국 영화 채널 젊은 배우 프로젝트 31 명의 다른 배우들과 |
| 2020 | Welcome Back To Sound | 朋友请听好  | -    | 버라이어티 쇼 Welcome Back To Sound 朋友请听好 주제가   |

### EP
| 날짜             | 영어 제목             | 중국어 제목            | 트랙리스트 | 참조   |
| ---------------- | --------------------- | ---------------------- | --- | ------ |
| 2018년 11월 28일 | Firing in Nothingness | 我乐意沉默释放内心烟火 | 1. Don't Tie Me Down 2. Colorful Human 亲爱的，这里没有一个人 3. Overrun 灾 4. Warm Blooded 恒温动物 5. Unique Zone 舒适圈 6. Nothing to Lose (Unplugged) 7. Don't Tie Me Down (Instrumental 伴奏) 8. Colorful Human 亲爱的，这里没有一个人 (Instrumental 伴奏) 9. Overrun 灾 (Instrumental 伴奏) 10. Warm Blooded 恒温动物 (Instrumental 伴奏) 11. Unique Zone 舒适圈 (Instrumental 伴奏) | [ 60 ] |

### 앨범
| 날짜             | 영어 제목         | 중국어 제목 | 트랙리스트 | 참조   |
| ---------------- | ----------------- | ----------- | --- | ------ |
| 2019년 12월 20일 | Temperature Curve | 温差感      | 1. Intro 入梦 2. The Last River 末日长河 3. Keep Colorful 牺牲的一半 4. Again and Again 再一, 再二, 再三 5. Moon 两个傍晚的月亮 6. Gone 7. Interlude 酣然 8. Between Dreams 冷静和热情之间 9. Fall 10. I Adore You 11. Free Falling 陷落美好 12. Better Us (Piano Version) 念想（钢琴版） 13. Outro 初醒 | [ 61 ] |

## 필모그래피

### 영화
| 날짜 | 영어 제목                               | 중국어 제목        | 한국어 제목   | 역할            | 메모들           | 참조          |
| ---- | --------------------------------------- | ------------------ | ------------- | --------------- | ---------------- | ------------- |
| 2013 | Keep Up                                 | 追上去             |               | Hsiao-chieh     | 단편 영화        |               |
| 2013 | Snail                                   | 蜗牛               | 달팽이        | Changshu        | 단편 영화        |               |
| 2015 | Pound of Flesh                          | 致命追击           |               |                 | 카메오           | [ 62 ]        |
| 2015 | Mr. Six                                 | 老炮儿             | 노포아        |                 | 카메오           | [ 63 ]        |
| 2015 | The Little Prince                       | 小王子             | 어린 왕자     | 어린 왕자       | 표준 중국어 더빙 | [ 64 ]        |
| 2017 | GG Bond: Guarding                       | 猪猪侠之英雄猪少年 |               | 수수께끼의 인물 | 표준 중국어 더빙 | [ 65 ]        |
| 2019 | Better Days                             | 少年的你           | 소년시절의 너 | 베이            |                  | [ 66 ] [ 67 ] |
| 2020 | A Little Red Flower                     | 送你一朵小红花     |               |                 |                  | [ 68 ]        |
| ？   | L.O.R.D: Legend of Ravaging Dynasties 2 | 爵跡2：冷血狂宴    |               |                 |                  | [ 69 ]        |

### 텔레비전 시리즈
| 날짜 | 영어 제목                   | 중국어 제목    | 한국어 제목    | 역할              | 메모들 | 참조   |
| ---- | --------------------------- | -------------- | -------------- | ----------------- | ------ | ------ |
| 2010 | Iron Pear                   | 铁梨花         |                | Zhang Jian (젊은) |        | [ 70 ] |
| 2011 | Super Equipment Kids        | 超装备小子     |                | Hsiang-Tzu        |        |        |
| 2016 | Love for Separation         | 小别离         | 소별리         | 송운철            | 카메오 | [ 71 ] |
| 2016 | Noble Aspirations           | 青云志         | 청운지         | 소칠              | 카메오 | [ 72 ] |
| 2017 | Song of Phoenix             | 思美人         | 사미인         | 굴원 (젊은)       | 카메오 | [ 73 ] |
| 2017 | Boy Hood                    | 我们的少年时代 | 아문적소년시대 | 인커              | 주연   | [ 74 ] |
| 2019 | The Longest Day in Chang'an | 长安十二时辰   | 장안12시진     | 이필              | 주연   | [ 75 ] |
| 2020 | Forward Forever             | 热血同行       | 열혈동행       | 아이              | 카메오 | [ 76 ] |

### 웹 시리즈
| 날짜 | 영어 제목                   | 중국어 제목      | 역할             | 메모들 | 참조   |
| ---- | --------------------------- | ---------------- | ---------------- | ------ | ------ |
| 2013 | The Legend of Yunchu Temple | 云居寺传奇       | Fugui            |        | [ 77 ] |
| 2014 | Hi-Tech Belle               | 高科技少女喵     | Lee Kenan 남동생 | 카메오 | [ 78 ] |
| 2014 | Surprise                    | 万万没想到第二季 |                  | 카메오 | [ 79 ] |
| 2016 | Finding Soul                | 超少年密码       | Chen Haoxuan     |        | [ 80 ] |

### 버라이어티 쇼
| 날짜 | 영어 제목                      | 중국어 제목    | 역할        | 참조   |
| ---- | ------------------------------ | -------------- | ----------- | ------ |
| 2017 | Let Go of My Baby Season 2     | 放开我北鼻     | 캐스트 멤버 | [ 81 ] |
| 2017 | The Inn                        | 亲爱的客栈     | 손님        | [ 82 ] |
| 2018 | Street Dance of China          | 这！就是街舞   | 선장        | [ 83 ] |
| 2019 | Ice Hockey Hero                | 大冰小将       | 캐스트 멤버 | [ 84 ] |
| 2019 | Street Dance of China Season 2 | 这！就是街舞 2 | 선장        | [ 85 ] |
| 2020 | Welcome Back To Sound          | 朋友请听好     | 캐스트 멤버 | [ 86 ] |

## 상과 후보자
| 연도 | 어워드                                   | 상의 종목                      | 후보 작품       | 결과            | 참조          |
| ---- | ---------------------------------------- | ------------------------------ | --------------- | --------------- | ------------- |
| 2016 | 제16회 탑 중국 뮤직 어워즈               | 최고 인기 예능프로그램 아이돌  | 빈칸            | 수상            | [ 87 ]        |
| 2016 | 제16회 탑 중국 뮤직 어워즈               | 최고 인기 신 아이돌            | 빈칸            | 수상            | [ 87 ]        |
| 2016 | 제16회 탑 중국 뮤직 어워즈               | 최고 인기 아이돌               | 빈칸            | 수상            | [ 87 ]        |
| 2017 | 아시아 신곡 차트                         | 탑텐 노래                      | 你说 You Say    | 수상            | [ 88 ]        |
| 2017 | 아시아 신곡 차트                         | 탑텐 노래                      | 이소 The Lament | 수상            | [ 88 ]        |
| 2017 | 빌보드 라디오 차이나2017                 | 올해의 중국어 금곡상           | 이소 The Lament | 수상            | [ 89 ]        |
| 2017 | 제10회 엘르 스타일 어워즈                | 엘르 연도 인기 아이돌          | 빈칸            | 수상            | [ 90 ]        |
| 2017 | 2017년 바자 연도 남성 어워즈             | 올해의 흡인력 아이돌           | 빈칸            | 수상            | [ 91 ]        |
| 2017 | 2017년 GQ 연도 남성 어워즈               | 올해의 최고 인기 아이돌        | 빈칸            | 수상            | [ 92 ]        |
| 2018 | 제7회 iQiyi 올 스타 어워즈               | 올해의 남자 가수상             | 빈칸            | 수상            | [ 93 ]        |
| 2018 | 제15회 MAHB어워즈                        | 올해의 아이돌                  | 빈칸            | 수상            |               |
| 2019 | 2019년 GQ 연도 남성 어워즈               | 10대 영향력 있는 인물          | 빈칸            | 수상            | [ 94 ]        |
| 2019 | 2019년 포브스 차이나                     | 8위                            | 장안12시진      | 후보            |               |
| 2019 | 제26회 화딩 어워즈                       | 베스트 배우상 후보             | 장안12시진      | 후보            | [ 95 ]        |
| 2019 | 제26회 화딩 어워즈                       | 인기 탑텐 배우상               | 장안12시진      | 수상            | [ 96 ]        |
| 2019 | 제8회 중국 대학생 텔레비전 페스티벌      | 가장 주목 받는 남자배우상      | 장안12시진      | 수상            | [ 97 ]        |
| 2019 | 텐센트 엔터테인먼트 화이트 페이퍼 어워즈 | 올해의 남자 영화배우상         | 소년 시절의 너  | 수상            | [ 98 ]        |
| 2019 | 텐센트 엔터테인먼트 화이트 페이퍼 어워즈 | 올해의 영화 입소문 연예인      | 빈칸            | 수상            | [ 98 ]        |
| 2019 | 텐센트 엔터테인먼트 화이트 페이퍼 어워즈 | 가장 상업적 가치가 높은 연예인 | 빈칸            | 수상            | [ 98 ]        |
| 2020 | 웨이보 어워즈 세레모니                   | 올해의 핫한 인물               | 빈칸            | 수상            | [ 99 ]        |
| 2020 | 제26회 홍콩 영화 평론 학회 대상          | 최우수 남자배우상 후보         | 소년 시절의 너  | 후보            | [ 100 ]       |
| 2020 | 제39회 홍콩 영화 금상장                  | 최우수 남자배우상 후보         | 소년 시절의 너  | 후보            | [ 101 ] [ 3 ] |
| 2020 | 제39회 홍콩 영화 금상장                  | 최우수 신인상                  | 소년 시절의 너  | 수상            | [ 101 ] [ 3 ] |
| 2020 | 제28회 상하이 영화 평론상                | 최우수 신인상                  | 소년 시절의 너  | 수상            | [ 102 ]       |
| 2020 | 제27회 화딩 어워즈                       | 최우수 남자배우상 후보         | 소년 시절의 너  | 결정을 기다리다 | [ 103 ]       |
| 2020 | 제27회 화딩 어워즈                       | 최우수 신인상                  | 소년 시절의 너  | 결정을 기다리다 | [ 103 ]       |

### 뮤직 비디오 출연
| 날짜 | 제목                   | 가수          | 참조    |
| ---- | ---------------------- | ------------- | ------- |
| 2013 | Dad 爸爸               | Chang Hohsuan | [ 104 ] |
| 2017 | Almost Famous 成名在望 | 오월천        | [ 105 ] |